# 아이티 제1제국

아이티 제1제국, 공식 명칭은 아이티 제국(프랑스어: Empire d'Haïti, 아이티 크리올어: Anpi an Ayiti)은 북아메리카의 선거군주제였다. 아이티는 1804년 1월 1일 독립을 선언하기 전에 프랑스 식민제국의 지배를 받았다. 아이티 총독 장자크 데살린(Jean-Jacques Dessalines)은 1804년 9월 22일에 제국을 건설했다. 아이티 혁명군 장군에 의해 황제로 선포된 후, 그는 대관식을 거행했다. 10월 6일에 식을 열고 자크 1세라는 이름을 사용했다. 1805년 5월 20일의 헌법은 제국이 6개의 군대로 분할되는 통치 방식을 명시했다. 각 사단의 장군은 황제나 황제가 임명한 총사령관과 직접 연락을 취했다. 헌법은 또한 왕위 계승을 규정하고 있으며, 왕위는 선택권이 있고 통치하는 황제는 그의 후계자를 임명할 권한을 가지고 있다. 헌법은 또한 귀화한 독일인과 폴란드인을 제외한 백인들이 제국 내에서 재산을 소유하는 것을 금지했다.
자크 1세는 1806년 10월 17일에 암살되었다. 그의 행정부의 두 구성원인 알렉상드르 페티옹(Alexandre Pétion)과 앙리 크리스토프(Henri Christophe)가 권력을 잡았고, 이로 인해 국가는 분열되었다. 페티옹은 남부 아이티 공화국을, 크리스토프는 아이티 북부 주(나중에 아이티 왕국)를 이끌었다. 약 43년 후인 1849년 8월 26일, 포스탱 술루크 대통령은 1859년 1월 15일까지 지속된 아이티에 제국을 재건했다.

## 같이 보기
- 아이티의 역사